# طرح جامع ترافیک شهر اراک
طرح جامع ترافیک شهر اراک از جمله طرح‌های زیرساختی برای کاهش ترافیک شهر و مدیریت بهینه ترافیک و کاهش آلودگی هوای شهراراک است که در سال ۱۳۸۸ به تصویب رسید. این طرح براساس ماده یک طرح جامع کاهش آلودگی هوای اراک تصویب شده‌است.

## ترافیک در اراک
از جمله دلایل وجود ترافیک شهر اراک، نبود مراکز تأمین مایحتاج عمومی مردم نقاط مختلف شهر و متمرکز شدن آن‌ها در هسته مرکزی شهر است که این امر موجب افزایش تردد در مرکز شهر شده‌است. همچنین استفاده از خودروهای شخصی و نبود جای پارک در شهر از جمله مشکلاتی است که ترافیک شهر را دو چندان کرده‌است. از دلایل دیگر وجود ترافیک در اراک، پراکندگی و عدم مکان‌یابی مناسب ایستگاه‌های وسایل حمل و نقل عمومی، نبود پارکینگ و غیراستاندارد بودن معابر است....از دیکر مشکلات ترافیکی شهر اراک می‌توان به باریک بودن خیابانهای مرکزی شهر اشاره کرد.

## ضرورت اجرای طرح
این طرح در راستای کاهش آلودگی هوای شهر اراک به منظور بهبود عبور و مرور شهری و بهبود ناوگان حمل و نقل درون شهری مطرح شده‌است، زیرا سهم منابع آلاینده‌های هوای شهر به ترتیب برای منابع متحرک، ۵۱% و منابع ثابت،۴۸% است.

## مشکلات
پایه ریزی این طرح از سال ۱۳۸۵ در شورای عالی ترافیک استان آغاز شد، اما اجرای آن تا سال ۱۳۹۱، ۶ سال به طول انجامید. دلایل طولانی شدن اجرای طرح، ساده و ابتدایی بودن آن و عدم بررسی و مطالعه دقیق پیش از تهیه آن بوده‌است. بر این اساس نواقص زیادی در این طرح مطرح شده‌است. همچنین نبود نیروی متخصص در سازمان ترافیک شهرداری اراک، توجه نکردن مسئولان شهری به ترافیک، عدم کار کارشناسی در اجرای برخی پروژه‌های ترافیکی نیز از مشکلات بزرگ عدم اجرای این طرح بود.

## مفاد اجرائی
بر اساس این طرح برنامه‌هایی برای کاهش ترافیک در سطح شهر اراک به اجرا در خواهد آمد. مهم‌ترین برنامه‌ها به شرح زیر است:
- نصب دوربین‌های مدیریت ترافیک در مناطق مختلف شهر اراک
- طرح تردد زوج و فرد خودروها
- ممنوعیت ورود خودروهای شخصی به هسته مرکزی شهر
- احداث پارکینگ‌های مکانیزه طبقاتی
- جلوگیری از تردد وسایل نقلیه با عمر بالا
- احداث و ایجاد تقاطع‌های غیر همسطح

## کارهای انجام شده

### تقاطع‌های غیر همسطح و پل‌ها
از جمله طرح‌هایی که برای کاهش آلودگی هوای شهر اراک و روان شدن ترافیک شهری اجرا شده‌است، احداث تقاطع‌های غیر همسطح بوده‌است. بر این مبنا تا کنون چهار تقاطع غیرهمسطح در شهر احداث گردیده‌است:
- تقاطع غیر همسطح جهاد
- تقاطع غیر همسطح انقلاب
- تقاطع غیر همسطح محیط زیست
- تقاطع غیر همسطح بسیج

همچنین ایجاد سه تقاطع غیرهمسطح جدید در بلوار مهارت - بلوار کشاورز، تقاطع شهرک بعثت با کمربندی شمال، خیابان میرزای شیرازی - خیابان امام آغاز گردیده‌است. علاوه بر این ساخت تقاطع‌های غیر همسطح در انتهای خیابان علم الهدی، میدان ولیعصر، میدان سرداران (دروازه تهران)، میدان فراهان، انتهای خیابان امام و تقاطع جاده فرودگاه با کمربندی شرق  در دستور کار شهرداری اراک قرار دارد.